# Lazise
Lazise és un comune (municipi) de la província de Verona, a la regió italiana del Vèneto, situat a uns 120 quilòmetres a l'oest de Venècia i a uns 20 quilòmetres al nord-oest de Verona.
A 1 de gener de 2020 la seva població era de 7.028 habitants.
Lazise limita amb els següents municipis: Bardolino, Bussolengo, Castelnuovo del Garda, Padenghe sul Garda, Pastrengo, Peschiera del Garda i Sirmione.